# Liste der Monuments historiques in Artigues-près-Bordeaux
Die Liste der Monuments historiques in Artigues-près-Bordeaux führt die Monuments historiques in der französischen Gemeinde Artigues-près-Bordeaux auf.

## Liste der Bauwerke
| Bezeichnung      | Beschreibung              | Standort | Kennzeichnung | Schutzstatus | Datum | Bild           |
| ---------------- | ------------------------- | -------- | ------------- | ------------ | ----- | -------------- |
| Kirche St-Seurin | Erbaut im 12. Jahrhundert | (Lage)   | PA00083114    | Inscrit      | 1925  | weitere Bilder |

## Liste der Objekte
| Bezeichnung             | Beschreibung                             | Standort                       | Kennzeichnung | Schutzstatus | Datum | Bild |
| ----------------------- | ---------------------------------------- | ------------------------------ | ------------- | ------------ | ----- | ---- |
| Glocke                  | Bronze, 16. Jahrhundert                  | in der Kirche St-Seurin (Lage) | PM33000029    | Classé       | 1942  |      |
| Skulptur eines Bischofs | Holz, polychrom gefasst, 18. Jahrhundert | in der Kirche St-Seurin (Lage) | PM33001498    | Inscrit      | 1981  |      |